# نيكي بيدرسن
نيكي بيدرسن (بالدنماركية: Nicki Pedersen)‏ هو متسابق دراجات نارية دنماركي، ولد في 2 أبريل 1977 في أودنسه في الدنمارك.

## وصلات خارجية
- الموقع الرسمي